# Mîkulîn, Polonne
Mîkulîn (în ucraineană Микулин) este o comună în raionul Polonne, regiunea Hmelnîțkîi, Ucraina, formată numai din satul de reședință.

## Demografie
Componența lingvistică a comunei Mîkulîn
     Ucraineană (98,86%)
     Rusă (1,02%)
     Alte limbi (0,11%)
Conform recensământului din 2001, majoritatea populației comunei Mîkulîn era vorbitoare de ucraineană (98,86%), existând în minoritate și vorbitori de rusă (1,02%).